# Vincenzo Polito
Vincenzo „Enzo“ Polito (* 29. Oktober 1926 in Neapel) ist ein ehemaliger italienischer Wasserballspieler. Er war Olympiadritter 1952 sowie Europameisterschaftsdritter 1954.

## Karriere
Vincenzo Polito spielte für Circolo Canottieri in Neapel.
Bei den Olympischen Spielen 1952 in Helsinki gewann die italienische Nationalmannschaft ihre ersten sieben Spiele und verlor dann in der Finalrunde gegen die Ungarn und gegen die Jugoslawen. Die Ungarn erhielten die Goldmedaille, die Jugoslawen Silber und die Italiener Bronze. Polito wurde in sechs Spielen eingesetzt. Zwei Jahre später wurde Polito mit der italienischen Mannschaft auch bei der Wasserball-Europameisterschaft 1954 in Turin Dritter hinter den Mannschaften aus Ungarn und aus Jugoslawien.